# Cataratas Chavuma
As Cataratas Chavuma (em inglês:  Chavuma Falls) são cataratas no rio Zambeze, no noroeste da Zâmbia e próximas da fronteira Angola-Zâmbia e da localidade de Chavuma. Na estação húmida transbordam geralmente com o elevado caudal do rio, e ficam mais visíveis na estação seca. Têm apenas poucos metros de altura.